# 姜瓖
姜瓖（？—1649年），明末清初將領，陝西榆林人。

## 生平
據《朔州志》載，姜家世代皆明朝軍官，長兄姜讓是陝西榆林總兵，弟姜瑄為山西陽和副總兵。姜瓖任大同總兵，賜「鎮朔將軍印」。崇禎十七年（1644年）三月李自成克太原，姜瓖投降大順政權。同年四月（1644年5月）清將恭順侯吳順華率兵進攻大同，六月初六日，姜瓖殺大順軍守將張天琳，歸順清朝的英親王阿濟格，後由三晉，隨阿濟格進兵征伐三秦有功，封為統攝宣化、大同諸鎮兵馬的將軍。
順治五年冬，姜瓖得知多鐸病故、多爾袞染病，十二月初三日（1649年1月）於大同起義，歸附南明，宣大總督耿焞逃往阳和，家属被姜瓖处死。姜瓖連陷旁近府縣，富喀禪遣諸將根特、杜敏赴援，其附近十一城皆叛，以割除辫子为标志，遵用永曆正朔。多爾袞得知消息，派遣阿濟格載紅衣大炮急赴大同，初四日到达大同城下，進行圍剿，一方面又對姜瓖進行勸降，宣布若能悔罪归诚，仍将“照旧恩养”。多爾袞見招降無效，加派端重亲王博洛、承泽亲王硕塞、多罗亲王满达海，連同阿濟格繼續作戰。顺治六年六月，清军攻克了山西部分州县，阿濟格圍困大同數月，大同城內已經食盡，“兵民饥饿，死亡殆尽，余兵无几”，守將楊振威等人於10月斬殺姜瓖及其兄弟首級，獻城投降。阿濟格入城，恨城內兵民固守，下令屠城，除杨振威等人及家属外，“從逆之官、吏、兵、民尽行诛之”，株連甚多，拆除城牆上部五尺。山西戰事陸續平息。